# Margo Guryan
Margo Guryan (* 20. September 1937 in New York City; † 8. November 2021 in Los Angeles) war eine amerikanische Singer-Songwriterin.

## Leben und Wirken
Guryan, deren Eltern Klavier spielten, wuchs in Far Rockaway auf. Sie erhielt ab dem Alter von sechs Jahren Klavierunterricht. Ab 1957 studierte sie an der Boston University zunächst klassisches Piano, obwohl sie Popmusik und insbesondere der Jazz faszinierte. In ihrem zweiten Studienjahr wechselte sie zum Studienfach Komposition. Bereits 1957 nahm Chris Connor ihren Song „Moon Ride“ für Atlantic Records auf. 1959 besuchte sie neben Ornette Coleman, Don Cherry, Attila Zoller und Steve Kuhn die Lenox School of Jazz, wo John Lewis, Bill Evans, Milt Jackson, Jim Hall, Max Roach und Gunther Schuller unterrichteten. Im Anschluss daran erhielt sie einen Vertrag bei MJQ Music und wurde beauftragt, für Colemans Song „Lonely Woman“ einen Liedtext zu schreiben (dieser wurde zuerst von Chris Connor aufgenommen); sie betextete auch „If I Were Eve“ und „Milano“ von John Lewis und Songs von Arif Mardin. Titel von ihr interpretierten Harry Belafonte, Miriam Makeba, Nancy Harrow, Monica Zetterlund und Alice Babs. 
Beeindruckt von „God Only Knows“ von den Beach Boys begann Guryan nach ihrer Scheidung von Bob Brookmeyer, sich intensiver mit Beatmusik zu beschäftigten und änderte ihren eigenen Zugang beim Songwriting entsprechend. Nachdem sie einen Katalog mit eigenen Stücken zusammengestellt hatte, vermittelte Creed Taylor, als dessen Assistentin sie arbeitete, Guryan an den Verlag April-Blackwood; dessen Manager David Rosner (ihr späterer zweiter Ehemann) war so beeindruckt, dass er mit ihr ein Album mit ihren Liedern aufnehmen wollte. Take a Picture erschien 1968 bei Bell Records. Zu diesem Zeitpunkt hatten Spanky & Our Gang bereits eine Version eines der Songs, „Sunday Morning“, aufgenommen, die sich zum Hit entwickelte. Das Album erhielt zwar positive Kritiken, aber eine breitere Aufmerksamkeit wurde nicht erzielt, weil Guryan ihre Songs aufgrund einer Abneigung gegen Auftritte nicht öffentlich vorstellte.
Als Songschreiberin begann für Guryan eine produktive Zeit: Claudine Longet, Jackie DeShannon und Astrud Gilberto veröffentlichten Versionen ihres Songs „Think of Rain“. Ihr Lied „Sunday Morning“ wurde auch von Oliver, Julie London, Bobbie Gentry und Glen Campbell gecovert sowie von Marie Laforêt in französischer und italienischer Sprache. Julie London, Carmen McRae, The Lennon Sisters und Mama Cass Elliot nahmen weitere Songs von ihr auf. 
Guryan schrieb in den 1970er Jahren weitere Songs, aber weniger erfolgreich. In Los Angeles arbeitete sie als Produzentin und Musiklehrerin. Ende der 1990er Jahre wurde ihr Album Take a Picture wiederentdeckt, während eine neue Generation von Künstlern begann, wieder ihre Popsongs zu interpretieren. Weitere Alben waren Thoughts, Chopsticks Variations sowie 25 Demos.